# Pablo Hervías
Pablo Hervías Ruiz (Logronho, 8 de março de 1993) é um futebolista espanhol que atua como atacante. Atualmente, defende a Amorebieta.

## Carreira
Hervías começou a carreira na Real Sociedad.